# Francisco Roldán Jiménez
Francisco Roldán Jiménez (Moguer, 4 octobre 1462-Mer des Caraïbes, 11 juillet 1502) est un administrateur colonial espagnol.

## Biographie
Chevalier des Rois catholiques, il participe en 1492 à la conquête de Grenade. Il accompagne ensuite Christophe Colomb comme intendant lors de son deuxième voyage. Gagnant la confiance de Colomb, celui-ci le nomme alors Maire de La Isabela.
Colomb rentrant en Europe et laissant l'île aux mains de son frère Bartolomeo, il s'autoproclame alcade de Saint-Domingue puis tente d'abandonner les établissements coloniaux de l'île (1497). Il échoue devant la riposte des frères Colomb (1499).
Roldán essaie de provoquer une nouvelle révolte qui grâce à l'appui de Bobadilla, chasse les Colomb qui sont renvoyés en Europe.
Il meurt en mer en 1502 dans le même ouragan qui coûte la vie à Bobadilla.